# Blutaparon rigidum
Blutaparon rigidum ist eine ausgestorbene Pflanzenart aus der Familie der Fuchsschwanzgewächse. Sie war endemisch auf den Galápagos-Inseln.

## Merkmale
Blutaparon rigidum war ein kleiner Strauch mit einer üppigen und dichten Verzweigung. Die Internodien waren 5 bis 12 mm lang und glatt. Die 3 bis 4 mm langen und 1 mm breiten Blätter waren ahlenförmig und stachelspitzig. Sie hatten einen breiten Grund und umhüllten komplett den Stängel. Die Blattachseln waren mit wolligen Haaren bedeckt. Der Blütenstand war länglich und bestand aus endständigen Ähren, die eine Länge von 6 bis 17 mm und Breite von 5 bis 6,5 mm erreichten. Das Tragblatt, das Vorblatt und die Blütenhülle waren weiß. Das Tragblatt war eiförmig-herzförmig und ungefähr 2 mm lang. Die Vorblätter waren eiförmig-lanzettlich, gekielt und 2,5 bis 2,7 mm lang. Der Apex war häufig zur Blütenstandsachse hin gebogen. Die 2,6 bis 3 mm langen Segmente der Blütenhülle waren länglich-eiförmig und stumpf. Die zwei seitlichen und die inneren Segmente waren stumpf gekielt. Die Staubblätter waren ungefähr 2,3 mm, die Staubbeutel 0,8 mm und der Stempel ungefähr 1,7 mm lang. Es gab zwei 0,3 mm lange Narben, die länglich-dreieckig waren.

## Status
Blutaparon rigidum ist nur durch zwei Kollektionen von der Galápagos-Insel San Salvador bekannt geworden. Das erste Mal wurde die Art 1891 von Georg Hermann Carl Ludwig Baur und das zweite Mal 1905/1906 von Albert Newton Stewart gesammelt. Seitdem gilt die Pflanze als ausgestorben, was durch eine Suchaktion im Jahre 2000 bestätigt wurde. Als mögliche Aussterbeursache werden die Überweidung durch Ziegen und Esel vermutet.

## Taxonomie
Blutaparon rigidum wurde 1895 als Alternanthera rigida von Benjamin Lincoln Robinson und Jesse More Greenman in American Journal of Science Serie 3, Band 50, Seite 143 erstbeschrieben. Die Art wurde 1982 von James Austin Mears in Taxon; Official News Bulletin of the International Society for Plant Taxonomy Band 31 Seite 116 als Blutaparon rigidum (B.L.Rob. & Greenm.) Mears in die Gattung Blutaparon gestellt. Ein Synonym ist Gomphrena rigida (B.L.Rob. & Greenm.) T.Ortuño & Borsch.